# Cigaritis crustaria
Cigaritis crustaria is een vlinder uit de familie van de Lycaenidae. De wetenschappelijke naam van de soort is voor het eerst gepubliceerd in 1890 door William Jacob Holland.
De soort komt voor in de bossen van Ghana, Nigeria, Kameroen, Gabon, Centraal Afrikaanse Republiek, Congo-Kinshasa, Oeganda en Tanzania.